# Italo Pizzolante
Italo Pizzolante (2 de dezembro de 1928 - 12 de março de 2011) foi um poeta, compositor, músico, professor e engenheiro venezuelano, de descendência italiana. Autor de canções famosas como Motivos, Mi Puerto Cabello, entre outras. Pizzolante foi casado com Nelly Negrón.